# 9485 Uluru
9485 Uluru (6108 P-L) là một tiểu hành tinh vành đai chính.